# Ultracyclisme
L'ultracyclisme (ultra cyclisme),  parfois nommé ultra-distance ou cyclisme d’ultra-endurance, est une compétition de cyclisme proposant des épreuves de très longues distances (plusieurs centaines, voire milliers de kilomètres). Dans le domaine du cyclisme longue distance, l'ultracyclisme a la particularité d'être axé sur la compétition et le classement final (à l'inverse des brevets Audax et autres randonnées). Les courses d'utracyclisme peuvent se dérouler sur des routes, des circuits automobiles, ou des parcours tout-terrain. Elles sont souvent ouvertes, en plus des coureurs individuels, aux équipes de deux, quatre, ou huit coureurs en relais. Ces mêmes parcours réalisés seuls ou en groupe, sans esprit de compétition, et en recherchant d'abord la découverte et l'aventure, constituent le bikepacking.
L'épreuve emblématique de l'ultracyclisme (avec assistance d'un véhicule motorisé) est la Race Across AMerica (RAAM), qui traverse tous les ans les États-Unis d'ouest en est pour une longueur moyenne de 4 800 km. En Europe, depuis 2013, la TransContinental Race (TCR) propose la traversée du continent. Depuis 2018, le premier championnat d'ultracyclisme sans assistance externe, BikingMan (en), fondé par l'explorateur français Axel Carion, propose de traverser le Sultanat d'Oman, le tour de Corse, la Cordillère des Andes péruvienne et le Tour de Taïwan. En 2019, deux nouveaux pays ont rejoint le championnat : le Laos et le Portugal. Le BikingMan a la particularité de rassembler les conditions climatiques et topographiques les plus délicates du globe.

## Règles principales
Les épreuves routières ont lieu sur des routes ouvertes à la circulation, les coureurs sont donc tenus sous peine de pénalités d'observer le code de la route. L'organisateur peut imposer la présence d'une voiture de soutien, pour assurer ravitaillement et sécurité (RAAM), ou au contraire interdire toute aide extérieure (TCR). Certaines courses proposent les deux catégories en parallèle. Les épreuves en circuit s'effectuent sur des durées de 24, 12 ou 6 heures, souvent organisées dans le même week-end de course. De nombreuses épreuves d'ultracyclisme ont un parcours "libre" avec des points de contrôle à rallier. Le BikingMan est organisé sur des parcours imposés pour des questions d'équité et de sécurité des athlètes.
Comme en contre-la-montre, les coureurs n'ont pas le droit de rouler en peloton, et doivent maintenir une distance de 100 m entre eux. Une tolérance du règlement autorise de rouler côte à côte dans la limite de 15 minutes par jour.
L'organisme de référence au niveau mondial de l'ultracyclisme (avec véhicule d'assistance) est l'Ultra Marathon Cycling Association (UMCA), qui organise une Coupe du Monde des courses sur route, ainsi que des 6, 12 et 24 heures sur circuit. L'UMCA enregistre également des records de distance en 12 ou 24 heures, des records de temps sur 1 000 km ou autres longues distances, des records de ville à ville, ainsi que depuis 2014 le record du plus grand kilométrage annuel.

## Courses
La liste des épreuves qualificatives pour la RAAM, ainsi que le calendrier de l'UMCA, présentent un bon panorama des principales courses d'ultracyclisme (avec véhicule d'assistance) dans le monde.

### France
- French Divide : course de plus de 2 200 km qui traverse la France depuis le nord, près de la frontière belge, jusqu'au Pays basque en passant par le Massif central. Lancée en 2016, c'est l'une des principales épreuves de bikepacking européen[9]. Le parcours, en grande partie imposé, est hors des axes routiers, principalement sur des chemins dont le GR de Saint-Jacques de Compostelle[9] et est une des courses offrant le plus de parcours de type VTT[9].
- La Baroudeuse Unpaved Race : depuis 2016, 80 % sur pistes et 20 % de petites routes, l’épreuve se décline en trois distances (1 150 km, 650 km et enfin une épreuve de 317 km) avec une boucle à travers le Verdon, le Parc national du Mercantour, le Parc national des Écrins, le Parc naturel régional des Baronnies provençales, le mont Ventoux.
- La Baroudeuse Road Race : depuis 2017, sur route, le parcours se décline en trois distances avec une épreuve de 2 700 km qui traverse la chaîne des Alpes dans son intégralité : la Trans-Alpes (Slovénie, Autriche, Italie, Suisse et France) et deux distances 400 km et 800 km entre France et Italie sur les traces de la route des Grandes Alpes.
- BikingMan Corsica : un parcours de 700 km (850 km en 2020) faisant le tour de la Corse en passant par l'ensemble des cols célèbres du parc naturel régional. Il s'agit d'une course inscrite dans le championnat BikingMan depuis 2018[10].
- Race Across France. Organisée sur le modèle de la Race Across America, la Race Across France a lieu annuellement depuis 2018[11]. Elle propose un challenge de 2 500 km, sur un parcours traversant le pays et passant par des cols renommés tels que le mont Ventoux, l'Alpe d'Huez, le Galibier, le col de l'Iseran ou encore le col de la Colombière. Le record actuel de l’épreuve 2 500 km est détenu par l’équipe duo du Team Flixecourt 80 composée de Pierre et Soralia en 4 jours 9 heures 11 minutes. La prochaine édition aura lieu du 18 au 28 juin 2022 avec quatre distances possibles et une arrivée à Mandelieu-la-Napoule[12].
- Raid Extrême Vosgien : au départ de Luxeuil-les-Bains, une boucle à travers les montées les plus célèbres du massif des Vosges.
- Raid Provence Extrême : un parcours de 580 km, avec le mont Ventoux et la montagne de Lure en points d'orgue.
- 24 heures du Mans vélo : organisées depuis 2009, elles ont rassemblé plus de 4 000 cyclistes en 2015.
- 24 heures du Castellet : première édition en 2015, sur le circuit Paul Ricard.
- Tour du Mont Blanc : à la frontière entre une cyclosportive longue et l'ultracyclisme, le tour du massif du Mont Blanc en passant par la France, l'Italie et la Suisse.

### Italie
Les trois premières épreuves de la liste constituent l'Ultracycling Italian Championship
- Race Across Italy : une traversée de l'Italie d'est en ouest et retour, au départ de Silvi Marina.
- Ultracycling 3 confini : une boucle en Italie, Autriche et Slovénie au départ de Gemona del Friuli.
- Ultracycling Dolomitica : une boucle passant par tous les cols principaux (16 en tout) des dolomites, au départ de Cison di Valmarino.
- Dolomitics 24 : course de 24 heures, sur un circuit montagneux de 28,2 km passant par le col de Lavazè et le col Pampeago (it).
- 24 ore Feltre : sur un circuit urbain de 1,8 km.

### Europe
- European Divide Trail: près de 7 600 km à travers l'Europe, de Jakobselv à la frontière norvégienne au Cap St Vincent au Portugal.
- BikingMan France : une boucle de 1 000 km depuis la Côte d'Azur et qui traverse la région Sud de la France.
- BikingMan Portugal : une course de 950 km au cœur des régions de l'Algarve et l'Alentejo.
- Race Across The Alps (RATA) (Autriche) : une boucle de 530 km passant par les cols les plus impressionnants des Alpes : Stelvio, Bernina, Gavia, Mortirolo, etc.
- Race Around Austria (Autriche) : parcours de 2 200 km le long de toutes les frontières autrichiennes, avec passage par la Haute route alpine du Grossglockner.
- Tortour (Suisse) : 1 000 km en Suisse, au départ de Schaffhouse.
- Swiss Cycling Marathon (Suisse) : une boucle dans le nord de la Suisse.
- Race Around Slovenia (Slovénie) : le tour de la Slovénie a fêté ses dix ans en 2016.
- Race Across Germany (Allemagne) : la course allemande qualificative pour la RAAM.
- Race Around Ireland (Irlande) : le tour de l'Irlande au plus près des côtes.
- 24 h Cyclotour Calafat (Espagne) : course de 24 heures sur le circuit de Calafat (es).
- WOW Cyclothon (Islande) : 1 358 km sur la route circulaire en Islande.
- Panache Rally (Belgique) : Au départ de Bruxelles. Brevet sans assistance, inspiré par plusieurs courses légendaires européennes (2 000//2 500 km).

### Inde
Les épreuves qualificatives pour la RAAM en Inde :
- Dehli Shimla Delight ;
- The Deccan Cliffhanger ;
- Ultra Bob : Bangalore - Ooty - Bangalore.

### Amérique du Sud
Épreuves du championnat BikingMan :
- L'IncaDivide au Pérou : course de 1 800 km au cœur des Andes péruviennes avec des cols parmi les plus hauts de la planète dont le col de Punta Olimpica, 4 736 m, dans la Cordillère Blanche[13] ;
- BikingMan Brésil : course de 1 000 km dans la région de São Paulo au cœur des montagnes les plus anciennes du pays.

### Asie
- Silk Road Mountain Race

Épreuves qualificatives au championnat BikingMan :
- BikingMan Taiwan (Taïwan) : course de 1 150 km au cœur des montagnes de Taïwan avec l'un des cols les plus longs du monde (le col de Taroko) ;
- BikingMan Laos : course de 920 km au cœur de la jungle du Laos avec un mix d'asphaltes et de pistes.

### Moyen-Orient
Épreuve qualificative au championnat BikingMan :
- BikingMan Oman (Sultanat d'Oman) : course de 1 000 km qui traverse les Monts Hajar et le célèbre grand canyon du Moyen-Orient (le Jebel Shams), le désert de Ach Charqiya et longe la mer d'Arabie[14].

## Transcontinental Race (TCR)
À mi-chemin entre l'ultracyclisme (axée sur le classement, interdiction aux coureurs de rouler ensemble, etc.) et la randonnée (interdiction de toute aide extérieure), la Transcontinental Race connaît depuis sa création en 2013 un succès foudroyant : 24 inscrits en 2013, 88 en 2014, 175 en 2015. Pour 2016, 500 coureurs se sont inscrits pour 300 places autorisées par l'organisateur.
Le principe est de rallier le départ (Londres, puis la Belgique) à l'arrivée (Istanbul jusqu'en 2015, Gallipoli en 2016), en passant par un nombre réduit de points de contrôle (en général trois ou quatre contrôles intermédiaires entre le départ et l'arrivée), le choix du parcours entre chaque point de contrôle étant laissé à la libre disposition de chaque coureur.
En 2016, le format de la TCR commence à faire des petits : HardCro en Croatie, Extreme Ride Bike 11 en France, etc.
En 2019, une femme, Fiona Kolbinger, gagne la TCR devant 224 hommes et 40 femmes, ce qui donne lieu à de nombreuses publications dans la presse et fait connaître l'ultra-cyclisme. « À ceux qui seront surpris que ce soit une femme qui gagne, elle explique posément, pragmatique et professionnelle, que la testostérone qui prévaut pour les efforts explosifs, lui semble moins nécessaire pour l’ultra-endurance que le mental. Et qu’un esprit cartésien est indispensable à un tel projet. Elle évoque l’organisation et la gestion, deux domaines aussi prédominants dans lesquels elle excelle. »

## BikingMan
Depuis 2016, le BikingMan propose un format de courses sans assistance avec parcours imposé sur quatre pays (Oman, France, Pérou et Taïwan) en 2018 puis six pays en 2019 (Oman, France, Laos, Pérou, Portugal et Taïwan). La série rassemble des sportifs aux profils très variés (ultracyclistes, triathlètes, coureurs, nageurs), sur les conditions climatiques et topographiques les plus délicates de la planète. À mi-chemin entre l'ultracyclisme et les courses d'exploration, 230 athlètes se sont inscrits en 2018 sur le championnat BikingMan et 350 sont sur la ligne de départ en 2019.
Au terme des 7 épreuves de l’année 2023, c’est la Française Laurianne Plaçais qui remporte le championnat au classement général après avoir terminé 4e sur l’épreuve Portugal, 1re sur l’épreuve France, 2e sur les épreuves Euskadi et Maroc ; devenant ainsi la première femme à remporter le championnat. En 2022, Laurianne Plaçais avait terminé l’épreuve X avec 13 heures d’avance sur le second concurrent.

## Note
1. ↑  « Qu’est ce que l’ultra-cyclisme ? », sur ULTRACYCLISME.fr (consulté le 25 mars 2025)
2. ↑  « Tout savoir sur l’ultra-cyclisme », sur Wilma (consulté le 11 novembre 2023)
3. ↑  « Bikingman Corsica : la folie de l'ultradistance sur l'Île de Beauté », sur L'Équipe (consulté le 14 décembre 2020)
4. ↑  « Ultra cyclisme avec le "Bikingman" », sur www.franceinter.fr (consulté le 13 décembre 2019)
5. ↑  (en) « Bikingman Laos - Cycling stories by renowned photographers from around the globe, selected by Soigneur Cycling Journal », sur Exposure (consulté le 12 septembre 2019)
6. ↑  « Ultracycling: Endurance Cycling Records », sur ultracycling.com (consulté le 5 décembre 2015)
7. ↑  « RAAM Qualifying Races », sur www.raamrace.org (consulté le 31 décembre 2021)
8. ↑  « Race Calendar – World Ultracycling Association », sur ultracycling.com
9. 1 2 3  "Sofiane Sehili remporte la French Divide" par Benoît Furic, Équipe, 17 août 2020.
10. ↑  Widermag, « Ultra Biking Man Corsica le 29 avril », sur Wider, le magazine outdoor : accueil (consulté le 12 septembre 2019)
11. ↑  « La Race Across France : Une première ultra-course réussie à travers la France », sur L'Équipe, 4 septembre 2018
12. ↑  « Race accross France site officiel »
13. ↑  « Ultracyclisme - l'inca divide une course de 1650km au Pérou » (consulté le 12 septembre 2019)
14. ↑  « BikingMan Oman : la mini-série documentaire événement », 15 juin 2021
15. ↑  « Transcontinental Race Blog », sur reportage.transcontinental.cc (consulté le 6 décembre 2015)
16. ↑  Antoine Wayer, « Fiona Kolbinger, le mental et la pédale » , sur Lemondre.fr, 14 août 2019 (consulté le 2 décembre 2021)
17. ↑  « BikingMan 2019, 6 épreuves ultra distance, ITW du boss – VeloChannel.com » (consulté le 12 septembre 2019)
18. ↑  (en) « Sur la Corse Raide - Neufdixieme - Photo-journalisme et studio photographique », sur Exposure (consulté le 28 septembre 2018)
19. ↑  Ouest-France, « La Française Laurianne Plaçais remporte le championnat du monde d’ultracyclisme… devant les hommes », 4 novembre 2023
20. ↑  Olivier Haralambon, « Laurianne Plaçais loin devant les hommes au BikingMan X », sur www.lequipe.fr, 27 juillet 2022